# منصور عيد
منصور يوسف عيد (1944- 2013) كاتب وأديب وشاعر وباحث لبناني، ولد في بتدين اللقش 1944 قضاء جزين لبنان الجنوبي. تلقى علومه الابتدائية والثانوية في مدرسة سيدة مشموشة. نال إجازة في الفلسفة والعلوم الاجتماعية من جامعة بيروت العربية، وإجازة في اللغة العربية وآدابها من الجامعة اللبنانية، والدكتوراه في الأدب العربي من الجامعة اليسوعية. درّس الفلسفة والأدب العربي في عدة مدارس، لا سيما في جامعة سيدة اللويزة حيث كان أستاذاً في الأدب العربي ورئيس قسم العلوم الاجتماعية والسلوكية. نال عدة جوائز وشهادات تقدير في القصة القصيرة والرواية والإبداع الشعري. تولى أمانة الثقافة في اتحاد الكتاب اللبنانيين، عضو مؤسس في الرابطة الدولية لتعليم اللغة العربية لغير الناطقين بها، عضو في جمعية أهل الفكر ورئيسها السابق، عضو في نادي القلم الدولي. مؤسس المجلس الثقافي لمنطقة جزين، مشارك في عدة مؤتمرات جامعية في لبنان والبلاد العربية. له مؤلفات في الرواية، والقصة القصيرة، وقصص الناشئة، والمسرح، والأبحاث والدراسات، ومسلسلات إذاعية متعددة.

## مؤلفات

### في القصة القصيرة
غرباء - أوراق في الذاكرة - وبعدك يا بيروت - بيروت هل تذكرين - الصياد المغامر –أوراق في الذاكرة – مجانين آلهة - دروب وأطياف – (في الرواية): طائر الفينيق – غدا يزهر الثلج – شرارات الرماد – خربة مسعود.

### في الفكر
كلمات من الحضارة. (في الدراسات الأدبية): بولس سلامة شاعر الملاحم والألم- قضايا إنسانية في روايات املي نصرالله- الشرق والغرب من خلال الريحاني وجبران ونعيمة والشاعر القروي.

### في المسرح
ديدون – حكم قراقوش – الأمير علاقة. ومجموعة من قصص الناشئة. 

### مشرف على إصدار مجلدات
رواد لبنانيون -العنف قضايا وبحوث - المحكية اللبنانية: ثلاثة مجلدات تعليمية في اللغات الإنكليزية والفرنسية والإسبانية. له مجموعة من البحوث المحكمة، ومقالات متفرقة في الصحف والمجلات العربية. يُدرّس بعض أبحاثه النقدية ومقالاته في الجامعات.
1. ↑  "معلومات عن منصور عيد على موقع id.loc.gov". id.loc.gov. مؤرشف من الأصل في 2019-12-14.
2. ↑  "معلومات عن منصور عيد على موقع viaf.org". viaf.org. مؤرشف من الأصل في 2019-12-14.